# Waśniów
Waśniów est une localité polonaise, siège de la gmina de Waśniów, située dans le powiat d'Ostrowiec en voïvodie de Sainte-Croix.